# Anovelo da Imbonate

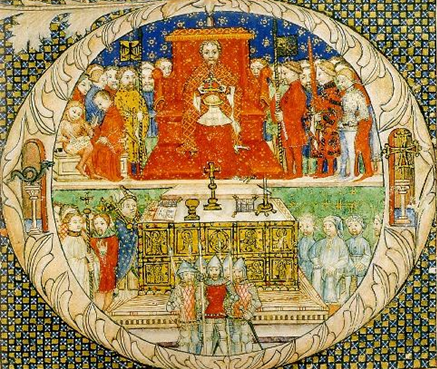
Messale dell'Incoronazione di Gian Galeazzo Visconti (Milano, Biblioteca della Basilica di S. Ambrogio)

Anovelo da Imbonate (XIV secolo – XV secolo) è stato un pittore e miniatore italiano. Fu attivo a Milano e in Lombardia, soprattutto al servizio della corte viscontea, tra la fine del XIV secolo (è presente a Milano nell'ultimo quarto del secolo) e gli inizi del XV.

## Biografia

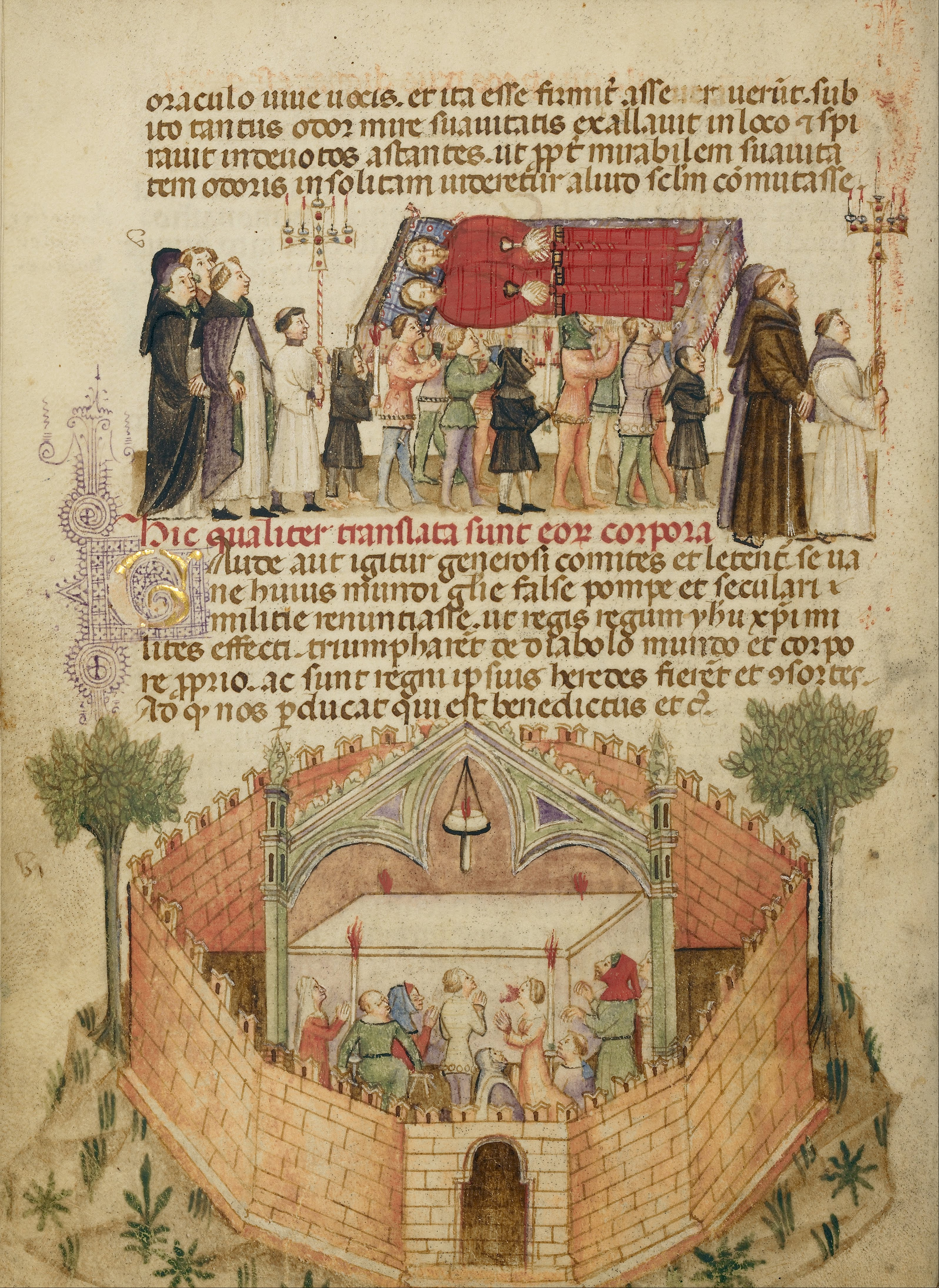
Traslazione dei corpi dei S.S. Aimo, Vermondo

Pochissime di lui le opere documentate con certezza: per la miniatura abbiamo le decorazioni del Messale dell'Incoronazione di Gian Galeazzo Visconti (Milano, Biblioteca della Basilica di Sant'Ambrogio, in origine conservato nella Biblioteca Visconteo Sforzesca) e il Messale di Santa Tecla (Milano, Biblioteca capitolare). In esse si nota uno stile ormai maturo, che ha fatto sue tutte le ultime novità del tardogotico lombardo trecentesco. Trattandosi di lavori riservati ad una stretta cerchia di artisti di fiducia della corte viscontea, si presume che l'artista avesse una notevole quantità di richieste nel milanese.
Tale fatto è ribadito dalla sua presenza nel campo dell'arte figurativa in Sant'Ambrogio.
Nel campo della pittura di grandi dimensioni, soprattutto nell'affresco, la ricostruzione della sua opera presenta molte difficoltà.
Rimane certa l'attribuzione a lui di una tavoletta con la Crocifissione, che si trovava originariamente nella cuspide di un polittico proveniente dalla chiesa di San Giorgio al Palazzo. Questa tavola mostra un carattere rievocativo, non descrittivo, dell'Evento; l'atmosfera non è molto realistica, e punta soprattutto  a concepire il significato spirituale di quanto rappresentato, utilizzando a tal fine colori ed espressioni dei volti.
Attribuibili ad Anovelo sono ancora gli affreschi sulla volta dell'oratorio Porro a Lentate e quelli della seconda campata della chiesa di Viboldone. Altra attribuzione che ha riscontrato di recente ulteriori adesioni, è relativa alla crocifissione, in affresco, riscoperta nel transetto della chiesa milanese di San Marco.
Questa sua produzione, lo fa stimare possibile autore dell'affresco della Gloria di San Tommaso della cappella Visconti di San Tommaso in Sant'Eustorgio, dove si trova il Santo Aquinate in cattedra al centro della scena in un contesto gerarchicamente strutturato dal punto di vista filosofico tomistico-aristotelico. Tale attribuzione non è però da tutti unanimemente accettata.

## Opere
- Crocifissione in San Marco (Milano, San Marco)
- Messale per Gian Galeazzo Visconti (1394-95, Milano, Museo di S. Ambrogio)
- Messale della chiesa di S. Tecla (1409, Milano, Biblioteca capitolare del duomo).
- Crocifissione (tempera su tavola, cm 101 x 38, parte di polittico smembrato, proveniente dalla chiesa di San Giorgio a Palazzo, ora al Museo Diocesano)
- (attribuita) miniatura di due copie identiche di Legenda venerabilium virorum Aymonis et Vermondi ("vita dei Santi Aimone e Vermondo"), Los Angeles (Getty Museum MS. 26), Milano (Biblioteca Trivulziana, MS. 509).
- Affreschi nell'Oratorio di Santo Stefano, Lentate sul Seveso